# Paszkál
A Paszkál a héber eredetű latin Paschalis név rövidülése, a jelentése: húsvéti, régen a húsvétkor született gyerekek kapták ezt a nevet. Női változata: Paszkália.

## Gyakorisága
Az 1990-es években szórványos név, a 2000-es években nem szerepel a 100 leggyakoribb férfinév között.

## Névnapok
- február 11.[2]
- május 14.[2]
- május 17.[2]
- május 27.[2]

## Híres Paszkálok
- Pascal Hens német kézilabdázó
- Pascal Wehrlein német autóversenyző
- Pascal Zuberbühler svájci labdarúgó